# 建札巴

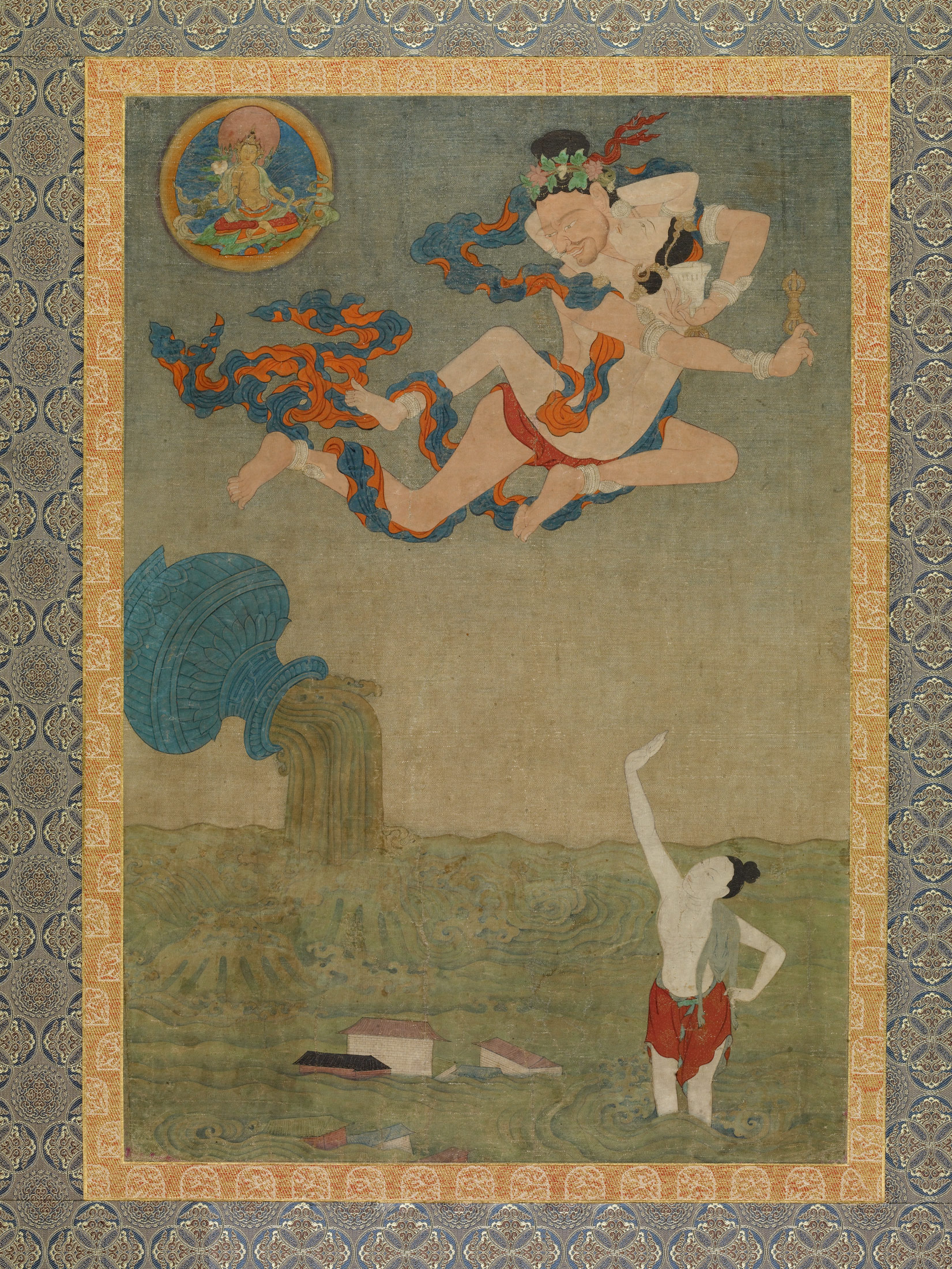
18世纪唐卡

建札巴（又译甘帝巴、甘达巴），印度大乘密宗人士，八十四成就者之一。

## 簡介
建札巴原是一位具足僧戒的行者，精通五明之後遊行四方。當時有國王名叫德瓦帕拉，對宗教信仰非常虔誠。當建札巴來到國王德瓦帕拉的駐錫地薩利鋪札時，王后建議國王到城郊供養建札巴，藉此機具福德資糧，卻屢遭到拒絕，國王一怒之下，發布公告，能使建札巴遠離純淨修持者賞金一噸與半數國土。
妓女達瑞瑪看到公告便自告奮勇地來報名，她企圖利用女兒色誘建札巴。女兒祈求尊者讓他做為侍者，經過一個月的努力終於成功，而之後尊者閉關，要求由男性送食，女孩答應了，卻在兩月後盛裝而來，並藉口雨下、天黑，留在尊者處過夜，是夜兩人雙運交合，體會四喜。之後女孩便就此定居，未曾回母親身邊，而且每日出門乞食，護持建札巴。一年之後，生下一子。
三年之後，達瑞瑪向國王宣稱任務成功，消息傳至建札巴，女孩為免眾人斥責造業，便決定與建札巴一同離開。未料半途遇上國王，國王問僧袍裡是什麼？一旁女子是誰？建札巴回答衣服裡是他的小孩與酒，女孩則是他的妻子。國王大笑質疑建札巴修行不淨，不斷嘲諷。建札巴便將小孩與酒瓶放置地上，此舉嚇壞大地天女，大地裂開，噴出湧泉，小孩在泉中化為金剛杵，酒瓶則化為金剛鈴，建札巴與妻子分別化作勝樂金剛與金剛亥母雙運，國王一行驚覺建札巴始終純淨，於是向尊者請求懺悔。
但是建札巴不願結束金剛憤怒三摩地，國王一行幾乎要滅頂，此時觀音顯現，蓮足阻塞泉口，救了國王等人，經由持續懺悔，建札巴方念種子字「吽」，讓所有的水都消失。一尊神聖的佛像從岩石縫裡顯現，據說現在仍有泉水從那地縫流出。
之後國王和百姓摒棄了偏見，對佛法生起純淨的信心，拜建札巴為上師。建札巴於是以「持鈴的成就者」聞名遐邇。最後建札巴以具佛之功德力，偕同佛母進入空行淨土。